# Elwha River
Der Elwha River ist ein 72 km langer Fluss auf der Olympic-Halbinsel im US-Bundesstaat Washington.
Der größte Teil des Flusses liegt im Olympic-Nationalpark.

## Etymologie
Der Ursprung des Namens Elwha ist ungewiss. Es könnte eine Verballhornung des Ortsnamens e ilth quath (āīlth'q-uȧtt) aus der Sprache der Quileute sein. Einer anderen Theorie zufolge leitet er sich ab vom Wort der Klallam für Wapiti, elkwah, oder vom Namen des Klallam-Dorfes, das sich einst am Ufer des Flusses befand. Die erste dokumentierte Verwendung des Namens Elwha für den Fluss ist Henry Kelletts Landkarte von 1846.

## Renaturierung
Der Elwha River ist Ort des bisher größten Rückbaus von Staudämmen. Bereits 1992 beschloss der Kongress im Elwha River Ecosystem and Fisheries Restoration Act (Public Law 102-485) die Renaturierung. Im Unterlauf des Flusses befanden sich zwei Dämme; der Elwha Dam von 1910 bei Flusskilometer 8 und der Clines Canyon Dam von 1927 bei Flusskilometer 21, die seit 17. September 2011 in einem dreijährigen Projekt abgerissen wurden. Das ursprüngliche Wasserregime wurde auf über 70 km wiederhergestellt, die für Wasserlebewesen von der Mündung her bisher nicht zugänglich waren. Im Elwha leben fünf Arten des Pazifik-Lachses, darunter der Königslachs. Sie sollen von der Renaturierung des Flusses profitieren. Statt vorher etwa 3000 Exemplaren werden nach Wiederherstellung der Durchlässigkeit für Fische langfristig rund 400.000 laichende Lachse aller im Gebiet vertretener Arten erwartet.
Die Renaturierung hat auch besondere Bedeutung für die Indianer vom Lower Elwha Klallam Tribe, die anschließend Flächen außerhalb des Nationalparks erhalten sollen, die bislang von einem der Stauseen bedeckt waren. Das betroffene Tal stellt nach ihren Mythen den Ursprungsort ihres Volkes dar. Der mythologische Ursprung wurde im Herbst 2012 erstmals seit rund 100 Jahren wieder zugänglich. Zudem spielen die Lachse und andere Wanderfische eine große Rolle in ihren Traditionen.
Im Sommer 2012 wurden bereits aufsteigende Fische im Fluss beobachtet, im August 2012 erreichten sie erstmals den Nationalpark, so dass die Wiederbesiedlung schneller verlaufen könnte, als erwartet. Im September 2013, nach dem vollständigen Abriss des unteren Dammes, wurden bereits über 1200 Königslachse oberhalb des ehemaligen Damms gezählt. Dabei wurden auch Zuflüsse des Elwha River im jetzt zugänglichen Flussabschnitt neu besiedelt.
Auf dem Grund des ehemaligen oberen Stausees wurden im Rahmen der Renaturierungsarbeiten Siedlungsspuren gefunden, die auf 8000 Jahre Before Present datiert wurden. Sie gehören zu den ältesten Nachweisen des Menschen auf der Olympic Peninsula.
Der Abriss des oberen Glines Canyon Dam wurde im September 2014 abgeschlossen, das Biomonitoring der Fische im Elwha River wird für mehrere Jahre fortgesetzt, um die Erfolge der Renaturierung für die wandernden Arten zu dokumentieren.
Im Sommer 2016 wurden auch im Oberlauf drei Lachs- und eine Forellenart gefunden, die wegen des Abrisses der Dämme erstmals wieder diese Flussabschnitte erreichen konnten. Dabei wurden auch zwei Laichablagen des Rotlachses beobachtet. Im Mittellauf zwischen den ehemaligen Dämmen wurden drei weitere Lachsarten festgestellt.